# هينري كريستوف
هنري كريستوف (23 يوليو 1884 - 17 يونيو 1968) حكم كرة قدم دولي من بلجيكا في فترة العشرينات والثلاثينات من القرن العشرين .
بدأ كريستوف مسيرته في التحكيم سنة 1919 . تم استدعائه للمشاركة في دورة الألعاب الأولمبية 1920 التي أقيمت في مدينة أنتويرب البلجيكية حيث أدار مباراة واحدة وهي بين منتخب فرنسا و منتخب إيطاليا . ثم شارك في دورة الألعاب الأولمبية 1924 التي أقيمت في العاصمة الفرنسية باريس حيث أدار مباراة واحدة أيضا في الدور الربع النهائي بين منتخب مصر و منتخب السويد . في دورة الألعاب الأولمبية 1928 التي أقيمت في العاصمة الهولندية أمستردام أدار مباراة واحدة فقط بين منتخب إيطاليا و منتخب فرنسا علما بأنه. نتيجة مشاركة منتخب بلجيكا في بطولة كأس العالم لكرة القدم 1930 فقد انضم كريستوف إلى زميله جون لانغينوس على متن السفينة الكونت الأخضر أحد أربع سفن رسمية لنقل بعثات المنتخبات المشاركة في البطولة .
بعد اعتزاله مهنة التحكيم ترأس ناديه المفضل منذ الطفولة سيركل سبورتيف فيرفيتوا .

## وصلات خارجية
- هينري كريستوف على موقع Soccerway.com (الإنجليزية)
- هينري كريستوف على موقع أوليمبيديا (الإنجليزية)